# Bellosics Bálint
Bellosics Bálint néhol Bellosits (Rédics, 1867. október 10. – Baja, 1916. január 15.) magyar etnográfus és pedagógus. Elsősorban a délszláv kultúrkör tanulmányozása miatt ismert.

Baján dolgozott tanárként, és a vend, sokác, szlovén és bunyevác néprajz feldolgozásával foglalkozott.

## Élete
Szlovén családban született, édesapja alsólendvai bérlő volt és a muraszombati Szapáryak jószágigazgatója. Édesanyja is szlovén, Péntek Karolina. A családban rajta kívül négy testvére volt, akik közül az egyik gazdasági akadémiát végzett és apjának segédkezett a munkában. Két másik testvéréből később katona lett.

Ő volt a legidősebb a családban és gyermekkorát végig szlovén környezetben élte. Ekkor bőven volt alkalma a magyarországi szlovén népköltészettel megismerkednie, valószínűleg már ekkor nagy volt az érdeklődése iránta, ezért is lett belőle értelmiségi.
Budára járt a tanítóképzőre, ahol tanárainak Király Pálnak és Dr. Hermann Antalnak beszámolt a vendvidéki népköltészetről. Hermann és Király buzdították is a néprajz felé való orientálódásra. Hermannal különösen jó barátságban volt és vele sokat levelezett.

Egészségügyi okok miatt a tanítóképzőt Csáktornyán fejezte be, majd 1887-től 1890-ig a budapesti állami polgári iskolai tanítóképzőben nyelv és történelem szakra járt, ahol 1890. június 30-án megszerezte a tanári képesítést és ugyanezen a szakon még egy évet tanfolyamon tanul. 1891. július 1-én elvégezte a tanfolyamot is.
Bár szerette volna, ha inkább a Vendvidéken, vagy a Muraközben nyer alkalmazást, de mégis Bajára nevezték ki, ahol 1892-ben segédtanár lesz a tanítóképzőben. A Bácskában számos nemzetiség, elsősorban délszlávok, így horvátok, szerbek, sokácok és bunyevácok is éltek. Bellosics több délszláv nyelvet is beszélt, s most itt bővebben volt alkalma megismerni délszláv honfitársai kultúráját, azonkívül a helyi német lakosság kulturális életébe is nyerhetett betekintést.

Baján rengeteg munkát végzett, magát így jellemezte: „Jó igás voltam mindig”
1893. április 2-án eljegyezte, majd június 27-én feleségül vette Bartsch Flórát, a tanárképző igazgatójának lányát és nászútra a Vendvidékre mentek. Házasságukból hét gyermek született, akik közül mezőgazdászi és katonai pályákat választottak.

1897-ben már tanári fokozatra emelték, s megfordult a fejében az álláscsere, hogy visszamegy szülőföldjére, de nem sikerült ez és élete további éveit a Bácskában élte.

1913-tól a tanárképző igazgatója, amit már csak három évig látott el, de nagy megbecsülést vívott ki magának ezalatt a rövid idő alatt. Halálát tüdőbetegség okozta, amit egy falulátogatás alkalmával szerzett télvíz idején.

## Munkássága
Szabadidejében főleg néprajzzal foglalkozott. Korát megelőző szociális beállítottsága és humorérzéke népszerűvé tette. Tanítványaiban is beleoltotta a néprajzi ismereteket, ez segítette a nem magyar emberek nemzettudatának erősödését is. Tanítványait bevonta a gyűjtéseibe és a tanítójelöltjeit álláshelyükön is meglátogatta.

Önképzőkört, könyvtárt és múzeumot is vezetett, kirándulásokat, színielőadásokat, valamint parasztgimnáziumokat is szervezett. Ő szervezte az első parasztgimnáziumot Magyarországon Bajaszentistvánon és Sükösdön, amik az első világháborúig működtek. Lektorált, fordított és írt tankönyveket és többfelé tartott előadásokat. Elsősorban a liceális előadássorozatok megtartásánál volt az egyik kedvelt előadó.

A város közigazgatási életében is jelentős szerepet vállalt mint törvényhatósági bizottsági tag, választmányi tag, stb.
Tanulóéveiben még a Vendvidéke gyűjtött. Száznál is több cikket írt, vagy publikált tanulmányokat elsősorban az Ethnographia c. lapnak, a Magyar Néprajzi Társaság folyóiratának, ahol saját illusztrációit is behelyezte. Azonkívül német nyelvű írásokat is közzétett.

Bácskai évei során már a sokác-bunyevác kultúrával is foglalkozott. 1908-tól egy néprajzi olvasókönyv összeállításán dolgozott, aminek megjelenését az első világháború megakadályozta. Az Osztrák–Magyar Monarchia írás-sorozatban a zalai szlovénokról írt folytatásokban, a Magyarország vármegyéi és városai könyvsorozatban pedig a bácskai bunyevácokról közölt tanulmányt.

1914-ben kétkötetes földrajzkönyvet készített el, amit ismét csak a háború gátolt meg kiadni.